# Cirkus Psyshow
Cirkus Psyshow er en dansk musical, som havde premiere d. 2. august 2016 og spillede frem til d. 12. august på Amfiteatret i Bellahøj med Vicki Berlin og Teit Samsø i hovedrollerne. Forestillingen blev instrueret af Thomas Bæhring, manuskriptet blev skrevet af Nikolaj Feifer og musik og sange blev skrevet af Claus Reenberg. I forestillingen medvirkede udover danske skuespillere, også Vaudeville kunstnere fra den canadiske cirkustrup Blue Mushroom.

## Handling
I byen Carousel lever to cirkusfamilier i evig strid med hinanden. For at begrave stridøksen bliver cirkusprinsen fra den ene familie gift med cirkusprinsessen fra den anden familie. For første gang i mange år er alt fred og idyl. Men kort tid efter brylluppet ankommer den mystiske klovn Beezle til Carousel, og snart rusker hun op i gamle sår, og freden og idylen i Carousel bliver endnu engang truet.

## Medvirkende
- Vicki Berlin - Beezle
- Teit Samsø - Buzoo
- Uffe Kristensen - Cirkusdirektøren
- Ragnhild Kaasgaard - Cirkusdirektricen
- Bonny Giroux - Bon Bon Bombay
- Angela Boismenu - Angela Solo
- Carl Nickerson - The Mighty Leviticus
- Philippe Linus Petit - Cirkusprinsen
- Frank Kraft - The Strongman Titan
- Nica Storey - Cirkusprinsessen
- Aske Kildegaard Barfods - Tobar
- Caroline J. Lüthje - Fifika

## Sange

### Første akt
- Overture - Instrumental
- The Wedding Feast - Buzoo, Angela Solo, Cirkusdirektøren, Cirkusdirektricen og ensemble
- This is Carousel - Beezle og ensemble
- Puppetmaster - Beezle
- Goddess of Stars - Buzoo

### Anden akt
- Blood in the Carousel - Buzoo, Angela Solo, Cirkusdirektøren, Cirkusdirektricen, Beezle og ensemble
- The Truth - Buzoo og Angela Solo
- The Wedding Feast (Reprise) - Ensemble
- A Clown Without a Smile - Fifika
- The Truth (Reprise) - Buzoo og Angela Solo
- Fireshow - Instrumental
- Finale - Alle